# جلد (تعذيب)

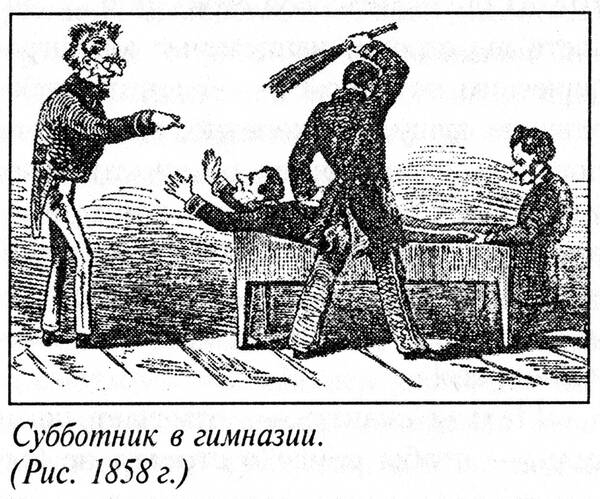
Покарання різками в гімназії за часів Російської імперії, малюнок 1858 року

الجَلْد أو السيط هو عمليّة ضرب الجسد البشريّ بأدوات خاصة مثل السوط ذي الذيل الواحد أو متعدد الذيول أو العصا أو الحبل. الجَلد عقوبة تُطبَّق على شخص بغير رضاه، ولكنها تحدث في بعض الأحيان برضا الشخص المُعذَّب في سياقات دينيّة أو في الممارسة الجنسيّة السادومازوخيّة.
تُصوَّب السياط عادة على الجِلد العاري عن الملابس وغالبًا ما تصوَّب على الظهر، وتحت ظروف معينة يمكن أن تصوَّب على مناطق جسديّة أخرى. من الأنواع المُعدَّلة من الجَلد عملية ضرب الشخص على قدميه العاريتين (اقرأ: فلقة العقاب).
تُستخدم كلمة «الجَلد» في بعض الأحيان لتشمل العقاب الجسديّ، بما يشمل الضرب على المؤخرة بالعصا أو السوط.

## الجلد عقابًا
انتهى العقاب بالجلد في معظم الدول الغربيّة، سواء الضرب بالعصا أو بالسوط، بما في ذلك عقوبة الضرب على القدم. لكن تلك العقوبة مازالت مستمرة في بعض الدول المُطبِقة للشريعة الإسلاميّة في بعض مناطق العالم، وفي بعض المناطق التي كانت تحت الحُكم البريطانيّ. يُطبَّق الضرب بالعصا تحت الإشراف الطبيّ في بعض الدول بأوامر المحكمة كعقوبة على بعض الجرائم في دول مثل سنغافورة وبروني وماليزيا وإندونيسيا وتنزانيا وزيمبابوي وغيرها.
يُعتبر الجَلد عقوبة مشهورة في الدول التي تُطبِّق الشريعة الإسلامية. تحت مسمى الحدود عقابًا على جرائم مثل الزنا وتعاطي الخمور والافتراء، قد يُغض عنها الطرف أحيانًا ويُحكم حُكمًا تقديريًا تحت مسمى التعذير لجرائم متعددة مثل انتهاك قوانين التعامل الجندريّ (الزنا). تُقام تلك العقوبة عادة في العلن. وبالرغم من ذلك يصر بعض الأكاديميّون أن هذه الممارسات لا تتوافق مع تعاليم الإسلام.
في الإسلام، تُعاقب النساء غالبًا بالجَلد، مع وجود القرآن تحت الذراع لتقليل الضربة وكتذكير بأنه مصدر التشريع. لا يجب أن تسبب تلك الضربات ندوب دائمة، وعندما يكون عدد الضربات كبير تُقام ممارسة الجَلد على دفعات.

## استخدامها كعقاب تاريخيًّا

### اليهوديّة
طبقًا للتوراة (سفر التثنية 25:1-3) والقانون الحاخاميّ، يُمكن أن تُطبَّق الجَلدات كعقوبة على الجرائم التي لا تحتاج إلى عقوبة الإعدام، ولا يجب أن تزيد عن 40 جلدة. ولكن في غياب السنهدرين، لا يمكن ممارسة العقاب الجسديّ تحت القانون اليهوديّ. تحدد الهالاخاه الجلدات بأنها يجب أن تُعطى على ثلاث دفعات، فلا يتجاوز المجموع 39. ويجب أن يُحكم بشأن مدى تحمل الشخص المُعاقب للجلدات، وإذا لم يكن قادرًا تقل عدد الضربات. يحد القانون اليهوديّ عدد الضربات إلى 40، ولا يتجاوز العدد 39 أثناء الممارسة، لكي يتجنب أي محاولة لكسر تلك القوانين بسوء العد.

### في العصور القديمة
كان الرجال الصغار يُختبرون في أسبرطة بالجَلد لاختبار مدى رجولتهم. وفي الإمبراطورية الرومانية، كان الجَلد مقدمة للصلب. كانت السياط المستخدمة تحتوي على قطع معدنيّة أو عظميّة في أطرافها. كانت تلك الأدوات تسبب تشوهات وصدمات خطيرة للغاية، مثل إزالة بعض الأجزاء تمامًا من الجسم أو فقد العيون. وبالإضافة لكونها تسبب ألمًا شديدًا، فإن الضحية كان يفقد كمية كبيرة من الدم مما قد يعرِّضه لصدمة نقص حجم الدم.
كان هذا العقاب لغير المواطنين فقط عند الرومان، كما نُصَّ عليه في lex Porcia وlex Sempronia، في أعوام 195 و123 قبل الميلاد. يشير إلى ذلك الشاعر هوراس في تهكماته باسم «السوط المُروِّع». كان الشخص المُعاقب يقف ويُجرَّد من ملابسه ويُربَط على ركيزة منخفضة حتى يتمكن من الانحناء عليها.

### من العصور الوسطى حتى العصور الحديثة
مُرر قانون الجَلد في إنجلترا في 1530. تحت هذا التشريع، يُؤخذ المتشردون ويُربطون في نهاية عربة ويُضربون بالسياط في السوق حتى يظهر الدم على أجسادهم.
في إنجلترا، يُحكم على الجناة بالجَلد في ذيل عربة بطول الشارع العام، عادة بجانب مسرح الجريمة، حتى يكون ظهر الضحية «مليئًا بالدماء». وفي نهايات القرن السابع عشر، أمرت المحاكم بتحويل ممارسة الجَلد إلى السجون بدلًا من الشوارع. ومنذ 1720 بدأت المحاكم في التفريق بصراحة بين الجَلد العام والخاص. وخلال القرنين الثامن والتاسع عشر، قل عدد حوادث الجَلد في الأماكن العامة ولكنه زاد في الأماكن الخاصة. انتهى جَلد المرأة في 1817 وانتهى للرجال بداية من 1830، بالرغم من أنه لم ينته رسميًا حتى 1862. استمر جَلد الرجال في الأماكن الخاصة ولم ينته حتى 1948.
حدث الجلد خلال الثورة الفرنسية، ولكنه لم يكن بمثابة عقوبة رسميّة. وفي 31 مايو 1793، احتجزت النساء اليعقوبيات قائدة ثوريّة، آن جوزاف ترواين دو ميريكور، وجردنها من ملابسها، وجلدنها على أسفلها العاري في الحديقة العامة في قصر التويليري. وبعد هذه الإهانة، رفضت أن ترتدي أي ملابس، كذكرى لمعاناتها. وانتهى بها الحال للجنون والتماس اللجوء بعد الجَلد العام.
وفي الإمبراطورية الروسية، كانت الجَلد يُستخدم لمعاقبة المجرمين والمعارضين السياسيّين. كان الحكم الذي يقضي بمئات الجلدات ينتهى عادة بالموت، وكان الجَلد بصورة عامة عقوبة تُطبَّق على العبيد الروس.

### الاستخدام ضد العبيد
```
كان الجَلد يُستخدم كنوع من إعادة النظام للعبيد. كان يُستخدم الجَلد بصورة متكررة أثناء فترة العبوديّة في الولايات المتحدة، وكان يجريه مالكو العبيد وعبيدهم. كانت تلك الصلاحية تُعطى لدوريات العبيد، وهم مجموعة من الفقراء البيض غالبًا، وكانوا يجلدون أي عبد ينتهك القوانين.
[
5
]
```

### الجَلد كعقوبة عسكريّة
في القرنين الثامن والتاسع عشر، ضمَّنت الجيوش الأوروبيّة عقوبة الجَلد للجنود الذين ينتهكون القانون العسكريّ.

#### الولايات المتحدة
خلال حرب الاستقلال الأمريكية، رفع الكونغرس الأمريكيّ عدد الجلدات من 39 إلى 100 للجنود الذين سيُدانون في المحاكم العسكريّة. وبدعوى من عضو مجلس الشيوخ عن ولاية نيو هامشير، السيناتور جون ب. هال، حرَّم الكونغرس الأمريكيّ عقوبة الجَلد على جميع السفن الأمريكيّة في 28 سبتمبر 1850، كجزء من تعديل تشريعات البحريّة المثير للجدل.

#### المملكة المتحدة
كان الجلد إجراءً نظاميًا في البحريّة الملكيّة، والذي أصبح مرتبطًا بقياس قدرة رجال البحريّة على تحمل وتجاهل الألم. على متن السفن، كانت تُستخدم السياط للأشكال الرسميّة من العقاب، بينما كانت تُستخدم نهايات الحبال للعقاب غير الرسميّ. في الحالات القصوى كان الجاني يُجلد في الأسطول كله، بعدد معتبر من الجلدات (تصل إلى 600)، وكانت تُقسَّم بين السفن حيث يؤخذ الجاني على كل سفينة ليُجلد عليها.
في يونيو 1879، نشأت مناظرة في مجلس العموم البريطانيّ حول إمكانيّة إلغاء عقوبة الجَلد. طلب جون أوكونور باور من اللورد الأول للبحريّة أن يُحضر السوط ذا الذيول التسعة إلى مكتبة مجلس العموم البريطانيّ ليرى الأعضاء أداة العقوبة التي يصوِّتون بشأنها. نشأ نزاع بشأن ذلك السوط، «أيها السيد المتحدث، بما أن الحكومة سمحت لنا بإخراج السوط خارج الحقيبة، فلا شيء يمكن فعله سوى التصرف بجرأة» يحتفل الشاعر تيد هيوز بهذه المناسبة في قصيدته، «صور وليفريد أوين»: «ينادي شخص إيرلنديّ عميق/ عن سوط في المجلس/ ويجلس ليشاهد/ النبلاء يتفقدون أطرافها/ وأثناء ذلك/ يُمرر القانون بلا معارضة».

#### فرنسا
خلال حروب الاستقلال الفرنسية، أوقف الجيش الفرنسيّ الجَلد دفعة واحدة. لم يقم فيلق الملك الألمانيّ بالجَلد. وفي حالة حية، تقرر عقاب جندي بريطانيّ متخلِّف عن واجباته بالجَلد، لكن القائد الألمانيّ رفض أن ينفِّذ العقوبة. وعندما قررت فرقة المشاة 73 أن تجلد رجلًا في فرنسا المحتلة، تقزز المواطنون الفرنسيّون وقرروا أن يحتجّوا على هذا الفعل.

### مستعمرات أستراليا الجنائيّة
كانت عقوبة الجَلد شائعة في الجيش البريطانيّ والبحريّة الملكيّة كوسيلة لحفظ النظام، كما كانت موجدة أيضًا في المستعمرات الجنائيّة في بدايات أستراليا المستعمرة. وبما أن المُدانين في أستراليا كانوا سجناء بالفعل، لم يكن هناك سبيل للعقاب بالسجن، لذلك كانت تٌقام العقوبات جسديًا على الجرائم، مثل العمل الصارم والجَلد. وعلى عكس القانون الرومانيّ، حظر القانون البريطانيّ الجمع بين عقوبتي الإيذاء الجسديّ والإعدام، فالجاني إما أن يُجلد أو يُشنق ولا يمكن الجمع بينهما.
يحدث الجَلد باستخدام السوط ذي الذيل الواحد، أو بقسوة أكبر، باستخدام السوط ذي الذيول التسعة. كانوا يجرِّدون النصف العلوي من الجاني من ملابسه، ويعلِّقونه من الرسغ على مثلث مصنوع من الخشب. وفي حالات عديدة، كانت أقدام الجاني لا تلمس الأرض إلا بالكاد، مما يساعد في شد الجِلد وزيادة مساحة التلف الواقع بالسوط. كما ساعد في مركزة وزن الجاني في كتفيه، مما يؤكِّد تألمه نتيجة تلك التجربة.
عندما يُجرَّد الجاني من ملابسه ويُعلَّق، كان جلّاد أو اثنان يطبِّقون عليه عدد معين من الجلدات، على ظهر الضحية. وخلال عملية الجَلد، يُخصَّص طبيب لتفقد حالة السجين من حين لآخر. وفي حالات عديدة، لم يكن الطبيب يتفقد الحالة إلا نادرًا ليتفقد إذا كان الضحية بوعيه أم لا. وإذا كان الضحية في حالة غيبوبة، يأمر الطبيب بتوقف الضرب لفترة، حتى يعود لوعيه، ثم تستمر عملية الجلد من جديد.
كانت النساء الجانيات يُعاقبن بالجلد أيضًا، على سفن وفي المستعمرات الجنائيّة. ولكنهن كن يتلقين عددًا أقل من الجلدات عن الرجال (كانت محدودة إلى 40 جلدة كل مرة)، ولم يكن هناك فرق في طريقة جَلد الرجال عن النساء.
كانت عقوبة جَلد الرجال والنساء تتم في العلن أمام العامة، وتُقام أمام كل المستعمرة، متجمعة خصيصًا من أجل مشاهدة العقوبة. وبالإضافة لجعل الضحية يشعر بالألم، كان من أغراض عقوبة الجَلد أن يُذَّل الجاني أمام جمع من الناس وخاصة أقرانه، بطريقة عنيفة، لإعلام الجميع أنه خضع للسلطة. وفي نهاية الجلد، كانوا يطهرون جروح ظهر الجاني الناتجة عن الجَلد باستخدام الأجاج لمحاولة منع العدوى.

## في الممارسات الدينيّة

### العصور القديمة
أثناء مهرجان الخصب الرومانيّ القديم، يجري الرجال الصغار خلال الشوارع، والنساء اللاتي كنَّ يأملن في الحمل كنَّ يضعن أنفسهن في الطريق ليستقبلن الضربات. وكان الكهنة المخصيّون للإلهة كوبيلي وغالي، يجلدون أنفسهم حتى الدماء في المهرجان السنويّ «يوم الدم Dies sanguinis». اشتملت الأديان الرومانوإغريقيّة الغامضة على طقوس الجَلد أيضًا، مشهورة باسم وادي الغرائب في بومبي.

### المسيحيّة
الجَلد، في السياق المسيحيّ، هو مظهر من مظاهر آلام المسيح قبل صلبه. ممارسة التطهير الجسديّ من أجل أغراض دينيّة كانت شائعة بين أعضاء القيادة المسيحيّة منذ عصر الانشقاق العظيم في 1054. أما الآن فيستخدمون أداة التكفير تسمى «المؤدِّبة Discipline»، وهي سوط مصنوع من الحبال المربوطة تُدفع على الكتف أثناء الصلاة الخاصة.
أخذت مجموعة من الكاثوليكيّين الرومان عملية تطهير الجسد إلى أقصى مدى لها في القرن الثالث عشر، تلك المجموعة المعروفة باسم الجلَّادين. كان هؤلاء الناس يمشون في الشوارع بينما يضربون بعضهم علنًا أثناء الابتهال والدعاء المتكرر. كانت تلك الطقوس مميتة ومخلة بالنظام، أجريت في الأوقات التي كان القمع السلطويّ فيها على أشده. استمرت هذه الطقوس بالظهور في أوقات مختلفة من القرن السادس عشر. مارس الناس الجَلد أثناء فترة الطاعون الأسود أيضًا؛ كمحاولة لتطهير أنفسهم من الخطايا وبالتالي وقاية أنفسهم من الاتصال بالمرض. يُعرف عن البابا كليمنت السادس أنه سمح لهذه الطقوس لهذا الغرض في 1348.
مارس مارتن لوثر (مؤسس الكنيسة اللوثريّة) الجَلد الذاتيّ كمحاولة للتطهر الجسديّ أيضًا. وبالمثل مارسته سارة أوزبورن، الكاتبة من طائفة أبرشانيون، كمحاولة لتذكير نفسها دومًا «بخطيئتها المستمرة، وبرذائلها ووضاعتها في نظر الإله». أصبح الأمر شائعًا بين أعضاء حركة أكسفورد خلال الطائفة الأنغليكانيّة أن يمارسوا جَلد الذات باستخدام المؤدِّبة.

### الشيعة في الإسلام
نظرًا لتحريم المرجع الشيعي علي الخوميني، القائد الأعلى لإيران، محاولة تقطيع الجسم أو إيذائه، يحاول بعض الشيعة تقديم العزاء بالتبرع بالدم في ما يعرف بالتطبير. إلا أن بعض الشيعة يستمرون في ضرب أنفسهم بالسيوف والزنجير ويسمحون للدم بأن يخرج حرًا.
تُقام بعض الطقوس مثل الجَلد التقليديّ تسمى التطبير، باستخدام السيف أو الزنجير (سلسلة بها نصل). تلك هي التقاليد الدينيّة التي تُظهر تضامنًا مع الحسين وعائلته في نظرهم. يفعل ذلك الشيعة حدادًا على أنهم لم يكونوا موجودين وقت قتل الحسين للدفاع عنه. في بعض المجتمعات الغربيّة يُنظِّم الشيعة حملات للتبرع بالدم مع الصليب الأحمر في يوم عاشوراء، كبديل إيجابيّ عن طقوس جلد الذات التي كانت تُمارس من قبل.